# Deák Ferenc (író)
Deák Ferenc (Magyarittabé, 1938. január 1. – Szabadka, 2011. október 23.) vajdasági magyar író, költő, forgatókönyvíró.

## Életpályája
Szülei: Deák János és Juhász Etel voltak. 1945–1949 között szülőfalujában végezte el az általános iskolát. 1949–1950 között Szerbittabéban tanult. 1950–1953 között Nagybecskerekre járt iskolába. 1953–1955 között Szabadkán volt gimnazista. 1955–1960 között az Újvidéki Egyetem hallgatója volt. 1960–1961 között a Képes Sport műszaki szerkesztője volt. 1961–1969 között az Ifjúság című hetilap irodalmi rovatvezetőjeként dolgozott. 1969–1982 között az Újvidéki Rádió dramaturgja volt. 1982–1986 között Jugoszlávia conakry-i nagykövete volt. 1986–1999 között az Újvidéki Televízió főszerkesztő-helyettese volt. 1999-ben nyugdíjba vonult.

## Művei
- Éjféli halász (versek, 1959)
- Rekviem (novellák, 1961)
- Üzlet (hangjáték, 1961)
- A Nap gyökerei (novellák, 1965)
- A bőség országa. Versbe szedte Deák Ferenc; Jugoreklam, Lyublyana, 1965
- Áfonyák (dráma, 1968)
- A nyuszi tanyáján (képeskönyv, 1968)
- Dönci (képeskönyv, 1968)
- Cicka cica (képeskönyv, 1968)
- A tudós kiskacsa (fordítás, 1968)
- A kis dudás (fordítás, 1968)
- Csöpi (fordítás, 1968)
- A kis vöröske (fordítás, 1968)
- Hebri mókus (fordítás, 1968)
- Három kismalac (fordítás, 1968)
- Métely (regény, 1969)
- Bagoly és csizma (elbeszélések, 1969; szerbül: 1972)
- Kanyarban (hangjáték, 1969)
- Sánta quadrille (dráma, hangjáték, 1969)
- Vak trió (hangjáték, 1970)
- Zsivány (ifjúsági regény, 1970; szlovákul: 1971)
- Légszomj (dráma, 1971; szerb-horvát: 1971)
- Honfoglalás (versek, 1971)
- Tor (dráma, 1972)
- Interurbán (hangjáték, 1972)
- Végtelen víz (hangjáték, 1973)
- Aszály (regény, 1973)
- Gyermekrabló (hangjáték, 1975)
- Csillagos idők (oratórium, 1976)
- Apoteózis (oratórium, 1981)
- Nirvána (dráma, 1981)
- Kudarc (versek, 1982)
- Árnyjáték. Filmforgatókönyvek, tévédrámák; utószó, jegyz. Bordás Győző, Ládi István; Forum, Újvidék, 1986
- Szerelmes episztolák (versek, 1994)
- Fojtás (groteszk színpadi játék, 1996)
- Határtalanul (dráma, 1997)
- Miazma (hangjáték, 1999)
- Embertragédia (színpadi parafrázis, 1999)
- Családi ebéd (hangjáték, 1999)
- Dél (oratórium, 2000)
- Tél. Költemények, 1983–2002; Studio Bravo, Szabadka, 2002
- Perlekedők (dráma, 2002)
- Rétegek (regény, 2003)
- Bolygótűz. Irodalmi forgatókönyv; rend. Vicsek Károly, dramaturg Csiki László; Nyitott Távlatok, Szabadka, 2003
- Szóródás (regény, 2006)
- Légszomj. Dráma; Szabadegyete, Szabadka, 2009 (Klasszikusaink)

## Filmjei
- A föld lélegzik (1969)
- Barázdák (1970)
- Teher (1970)
- Parlag (1974)
- Hétvége (1975)
- Házi terápia (1977)
- Kacajvár (1978)
- Trófea (1979)
- Fajkutyák ideje (1983)
- Határ (1990)
- A vakság színei (1992)
- Veszélyes zóna (1995)
- Élete a rajzfilm (1997)
- Iva mester építményei (1998)
- A szórvány magánya (2002)
- Bolygótűz (2003)

## Díjai
- Újvidéki Rádió különdíja (1961)
- Sterija Játékok nagydíja (1968)
- a Fórum II. díja (1970)
- Neven-díj (1970)
- 1. díj, ohridi fesztivál (1972)
- 1. díj, portoroži fesztivál (1975)
- az Euróvízió nagydíja (1980)
- a pulai filmfesztivál nagydíja és első díja (1990)
- Vrnjačka Banja, a fesztivál 1. díja (1990)
- az írói-filmírói mun-kásságért odaítélt nagydíj (1990)
- Életmű Díj (1990)
- Év Gyermekkönyve díj (1993)
- kaposvári drámapályázat 2. díja (1996)
- forgatókönyv-pályázat, 1. különdíj (2000)
- Szabadka díszpolgára (2010)